# 牧野安娜
牧野安娜（1971年12月4日—），日本的編舞師、原歌手，組合SUPER MONKEY'S原成員。東京都出身。LOVE JUNX代表。

## 來歷、人物
出生于演藝世家。父親是沖繩演員學院的校長牧野正幸。祖父是電影導演牧野雅弘。大叔父是電影製片人牧野満男。曾祖父是日本電影之父牧野省三。祖母是寶塚歌劇團的原女角之後作爲電影演員活躍的轟夕起子。叔母是女演員マキノ佐代子。和演員長門裕之、津川雅彥有親屬關係。
1987年1月21日，發售唱片『Love Song 探して』初次亮相。這首歌曲被遊戲『勇者斗恶龙II 恶灵的众神』使用。当時，進行了名爲「尋找安娜」的宣傳活動，遊戲內出現了培魯渤市這個地點。
還有，不確定是否和宣傳活動有關，在『勇者鬥惡龍III 接著邁向傳說』的SFC版、GB版的商人都市和『勇者斗恶龙IV 被引导的人们』的DS版的移民都市中也有名爲安娜的女孩角色登場。
1992年，SUPER MONKEYS（スーパーモンキーズ）结成了。是成員中唯一一個20歲，年紀最大。1993年4月退出後擔任領導人。
退出組合後作爲父親擔任校長的沖繩演員學院的舞蹈教練培養出了安室奈美恵、MAX、SPEED、DA PUMP等衆多明星。
2002年由於遇到患有唐氏綜合症的孩子這個契機，現在主辦了專門爲唐氏綜合症患者提供舞蹈教學的藝術工作室『LOVEJUNX』，在東京、橫濱、大阪的三處擁有會員1000人，進行着社會貢獻活動。
2008年春夏期的晨間小說連續劇『瞳』作爲舞蹈指導擔任幕後職員參與制作。
同年開始從事AKB48和SKE48的編舞工作，2009年開始擔任SDN48的編舞。
2011年開始從事Fairies的編舞工作。

## 編舞作品
- 2008年NHK晨間小說連續劇『瞳』

### AKB48
《大聲鑽石》、《10年櫻》、《驚喜之淚!》、《Maybe是藉口》、《RIVER》、《櫻花印記》、《馬尾與髮圈》、《無限重播》和《變成櫻花樹》等。
- TeamA 5th Stage「恋愛禁止条例」

### SKE48
- Team S 2nd『手牽手』公演
- Team S 3rd『制服之芽』公演

### SDN48
- 1st公演
- 1st單曲『GAGAGA』

## 唱片

### 個人單曲
- Love Song 探して（1987年1月121日）
- 瞳は元気なブルースカイ（1987年4月21日）

### Super Monkey's
- 恋のキュート・ビート／ミスターU.S.A.（1992年9月16日）

## 外部連結
- 牧野アンナ | LOVEJUNX（ラブジャンクス） （页面存档备份，存于）
- 牧野アンナ annamakino的X（前Twitter）
- Anna Makino的Instagram帳戶